# Hügelgräber im Kraichgau
Die Hügelgräber im Kraichgau (nördliches Baden-Württemberg) entstammen unterschiedlichen  Epochen. Im Kraichgau gibt es mehrere Fundorte, die auch heute noch teilweise erkennbar und zu besichtigen sind. Sämtliche Hügelgräber befinden sich in den Grenzen des ehemaligen Großherzogtums Baden. Die meisten Grabungen wurden durch die einheimischen Altertumsforscher Ernst Wagner (Direktor der Großherzoglich-badischen Altertumssammlungen) und Karl Wilhelmi, den Gründer der „Sinsheimer Gesellschaft zur Erforschung der vaterländischen Denkmale der Vorzeit“, durchgeführt.

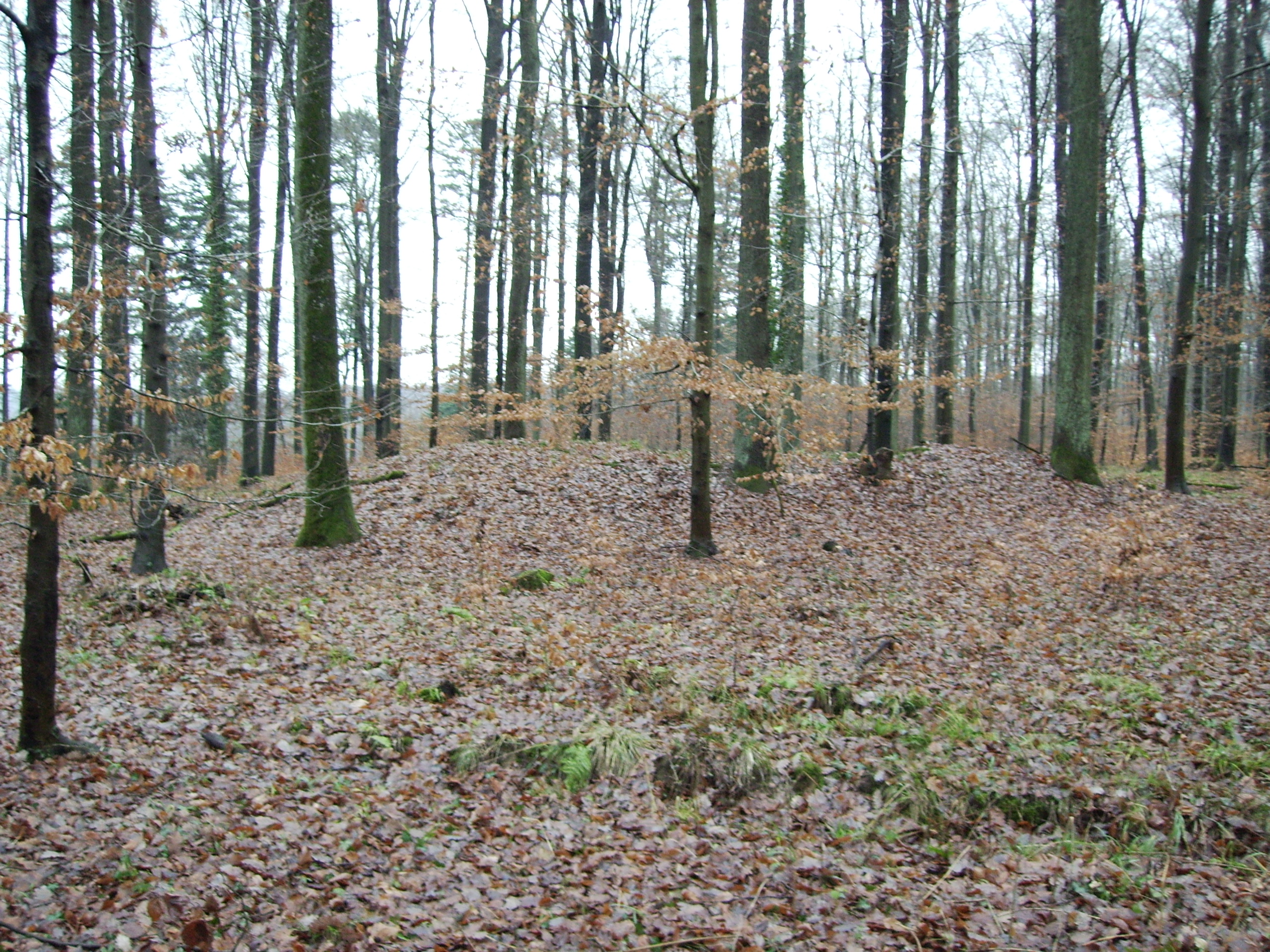
Hügelgrab bei Eppingen, Gemarkung Kopfrain

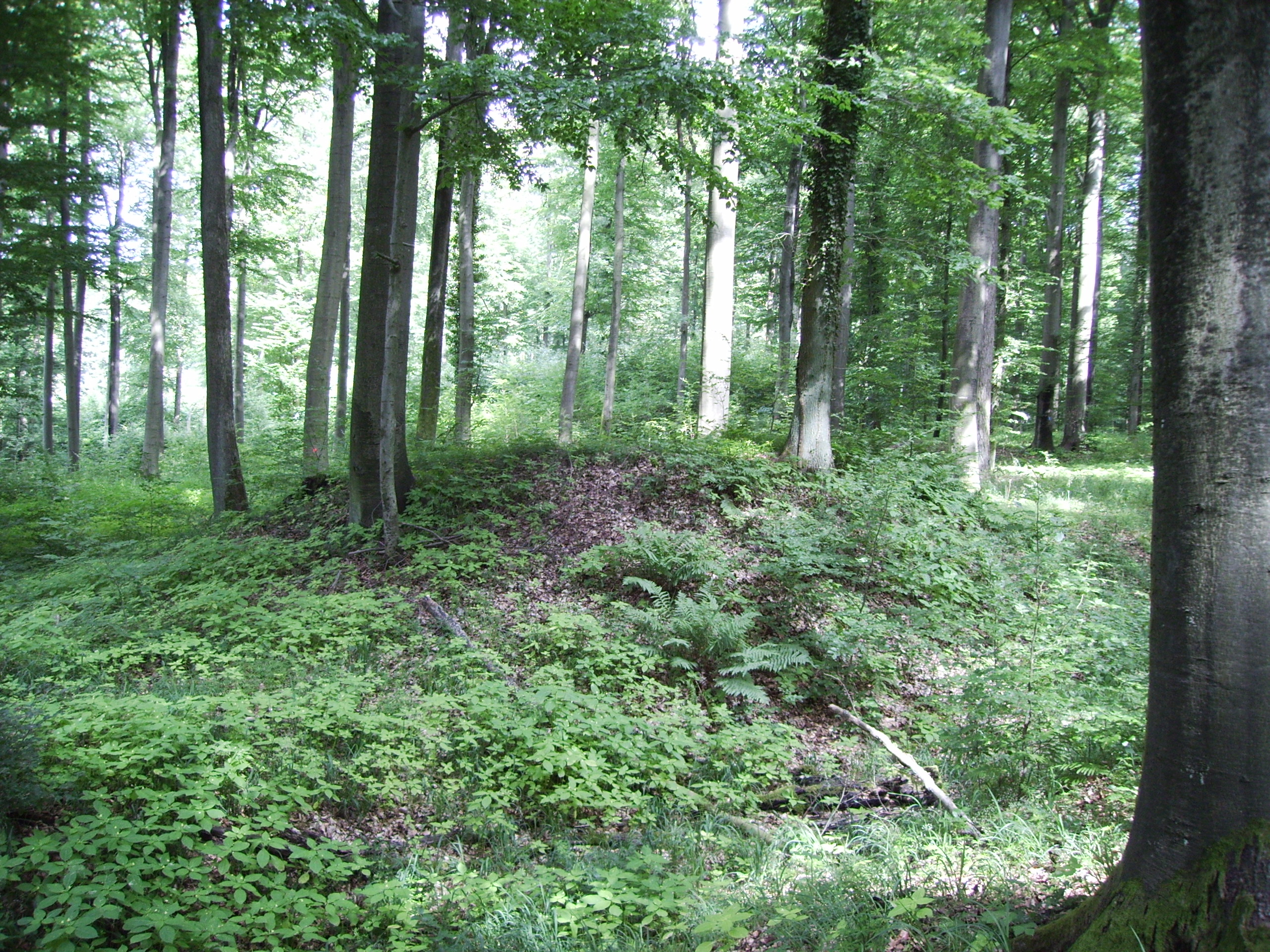
Großes Hügelgrab bei Eppingen, Gemarkung Kopfrain

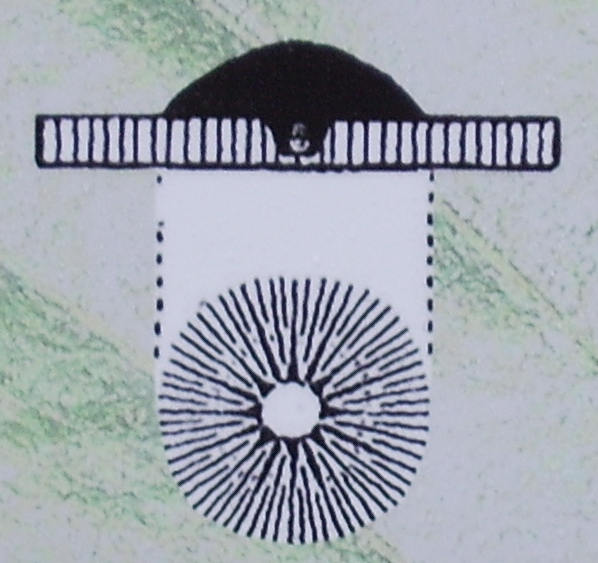
Skizze eines Hügelgrabs

Originalskizze von Funden Ernst Wagners – unterste Reihe rechts: ein Feuerstein und eine Keramik aus dem Fund Gemmingen

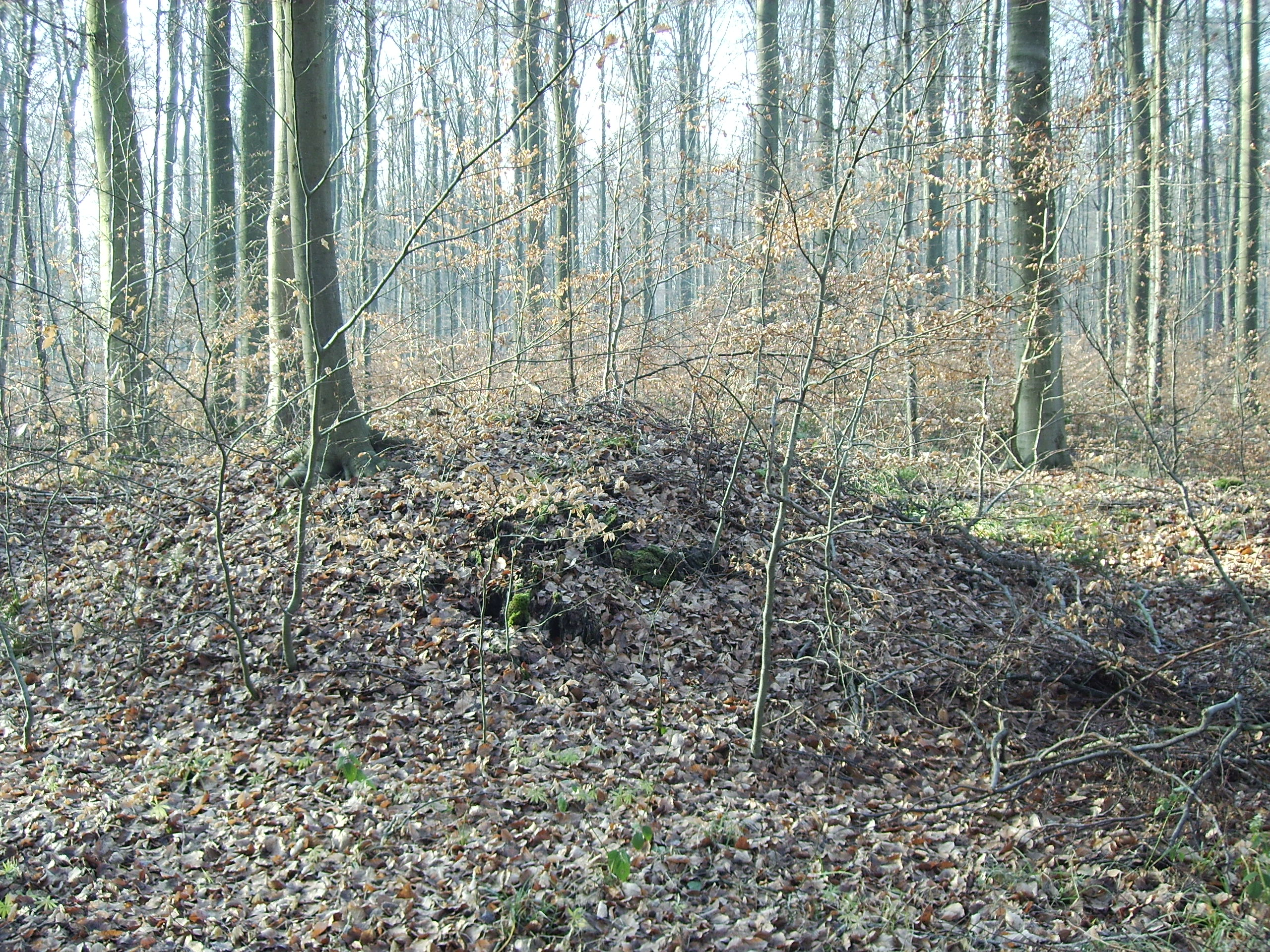
Hügelgrab bei Dühren, Fundort 3 Bückel

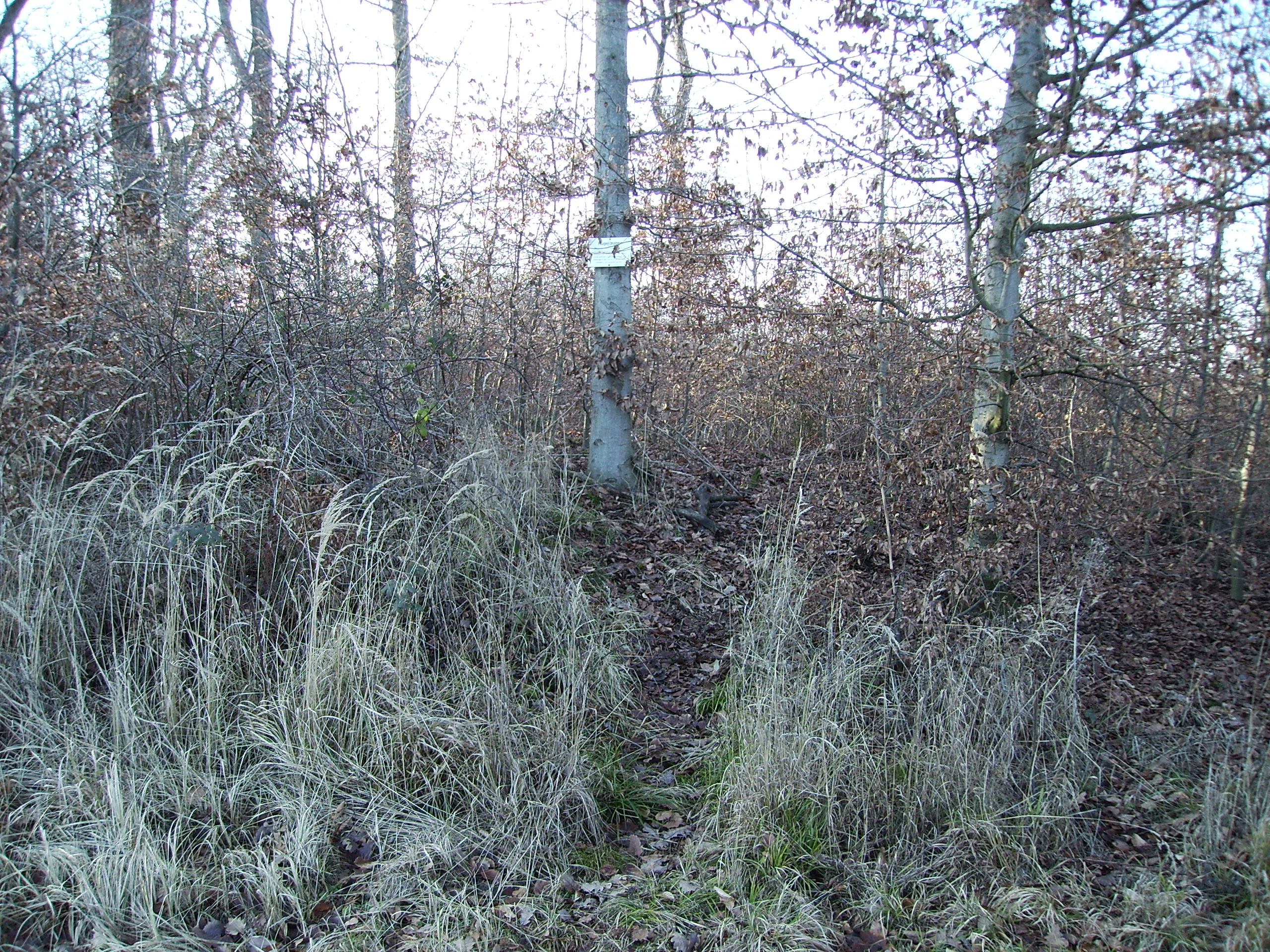
Hügelgrab bei Wössingen, Fundort Birkenschlag

## Alter und Geschichte
Die Hügelgräbergruppe in Eppingen befindet sich in der Gemarkung Kopfrain, unweit der Eppinger Linien und der alten badisch-württembergischen Grenze. Ausgehend vom Parkplatz an der Chartaque, sind die Hügelgräber durch einen 1,5 km langen Fußmarsch zu erreichen.
Es handelt sich um insgesamt 15 Gräber mit einem durchschnittlichen Durchmesser von 10 bis 17 Meter und einer Höhe von 1 Meter. Als Besonderheit bei diesem Fundort gilt ein Hügel, der ein zentrales Schachtgrab hat, in dem sich vermutlich eine Grabkammer befindet.
Die Fundstücke an diesem Fundort bestehen im Wesentlichen aus zwei Bronze-Armringen und Fragmenten. Manfred Pfefferle berichtet von weiteren 20 Hügelgräbern, die er im Eppinger Wald entdeckte. Bei Eppingen-Richen wurden 1842 von Karl Wilhelmi zwei Hügelgräber ausgegraben. Ein Hügel enthielt mindestens zwei Gräber. Die Funde bestanden aus Gefäßscherben und Knochenresten.
Die Fundstelle Gemmingen ist ein Einzelgrab mit ca. 20 Meter Durchmesser und Doppelbestattung. Das Grab befindet sich in der Gemarkung Kuhbachwald. Der Einzelgrabhügel ist mit einer schnurkeramischen Primärbestattung und einer latènezeitlichen Nachbestattung belegt. Es wurden mehrere Hals- und Fußringe aus Bronze, ein kleiner Bronzering, sowie eine Topfkeramik und ein Feuerstein gefunden (siehe Fundskizze E. Wagner, 1885).
Die Bad Rappenauer Funde befinden sich im Wald Heidenschlag. Die Gräbergruppe besteht aus 16–17 Gräbern. Die Ausgrabungen fanden 1835 und 1890 statt. Ein Grab weist eine Primärbestattung, sowie drei Nachbestattungen auf. Die Primärbestattung fällt in die hallstättische Zeit. Es gibt noch eine weitere Fundstätte im Wald „Bei den 3 Eichen“ und in Bad Rappenau-Fürfeld. Im Wald „Bei den 3 Eichen“ wurden 1834 bei der Erstgrabung in einem Hügel, neben einer bronzezeitlichen Primärbestattung noch möglicherweise acht Nachbestattungen entdeckt. Es wurden ein Halsring mit blauen Perlen, sowie zwei Bronze-Fibeln gefunden. Die Funde in Fürfeld sind eher unbedeutend und bisher nicht eindeutig zugeordnet. Es handelt sich vermutlich um Gräber der Hallstattzeit.
Die Gräbergruppe Sinsheim-Dühren (3 Bückel) befindet sich ca. 1,5 km westlich der Burghälde in einem Waldgebiet. An der Burghälde bestand um 400 v. Chr. ein keltischer Ringwall. Insgesamt existieren 14 Hügelgräber, in denen 80 Bestattungen stattfanden. Die Ausgrabungen wurden durch den einheimischen Dekan und Altertumsforscher Karl Wilhelmi (1786–1857) durchgeführt. In den folgenden Jahren entstand eine Diskussion über die exakte Datierung der Gräber. Während Wilhelmi die These vertrat, dass die Funde unter anderem den Chatten zuzuordnen seien, glaubte der Altertumsforscher Heinrich Schreiber (1793–1872) an eine keltische Fundstätte. Es wurden 13 Eisenschwerter sowie Lanzen, Fibeln und Schmuck gefunden. Die Fundstätten im Osterholz und in Ehrstädt sind nicht so bedeutend und ergiebig wie die Gräber im Gebiet 3 Bückel. Die Sinsheimer Funde sind im dortigen Stadtmuseum zu besichtigen. 1,9 km nördlich von Hoffenheim, in der Gemarkung „großer Wald“, befindet sich eine Gruppe von mindestens 7 Hügeln. Die Funde sind eher spärlich und außer einem Dolchmesser wurden nur kleinere Fragmente gefunden.
In Wössingen wurden 1893 vom damaligen großherzoglichen Konservator Ernst Wagner fünf Hügelgräber beschrieben, die der Latènezeit zuzuordnen sind. Die Gräber wurden 1956 vermessen. Hierbei wurde eine durchschnittliche Länge von ca. 13 Meter festgestellt. Die Gräber sind aus Richtung Wössingen kommend, vom zweiten Waldparkplatz aus leicht zu erreichen. Es sind aber nur stark überwachsene Gräber zu besichtigen, die kaum als solche zu erkennen sind.

## Fundorte tabellarisch
| Ort          | Fundstelle       | Öffnung           | Gräber/Anzahl | Epoche                         | Landkreis           |
| ------------ | ---------------- | ----------------- | ------------- | ------------------------------ | ------------------- |
| Eppingen     | Kopfrain         | 1861, Hochstetter | 15            | Latène                         | Heilbronn           |
| Eppingen     | Kopfrain         | 1886, E. Wagner   | 15            | Latène                         | Heilbronn           |
| Richen       | Wald Langholz    | 1842, Wilhelmi    | 02            | vermutlich Hallstatt           | Heilbronn           |
| Gemmingen    | Kuhbachwald      | 1883, E. Wagner   | 01            | Latène, schnurkeramisch        | Heilbronn           |
| Bad Rappenau | Heidenschlag     | 1835, Wilhelmi    | 16            | Hallstatt                      | Heilbronn           |
| Bad Rappenau | Heidenschlag     | 1890, E. Wagner   | 16            | nicht genannt                  | Heilbronn           |
| Bad Rappenau | Bei den 3 Eichen | 1834, Wilhelmi    | 5–6           | Bronzezeit, Latène, Hallstatt  | Heilbronn           |
| Bad Rappenau | Bei den 3 Eichen | 1889, E. Wagner   | 5–6           | neolithisch, Hallstatt, Latène | Heilbronn           |
| Fürfeld      | Steinbachwald    | 1834              | 02            | vermutlich Hallstatt           | Heilbronn           |
| Dühren       | 3 Bückel         | 1827, Wilhelmi    | 14            | neolithisch, Hallstatt, Latène | Rhein-Neckar-Kreis  |
| Sinsheim     | Osterholz        | 1829, Wilhelmi    | 08            | neolithisch, Latène, Hallstatt | Rhein-Neckar-Kreis  |
| Hoffenheim   | Großer Wald      | 1908, Eckert      | 07            | neolithisch, Latène, Hallstatt | Rhein-Neckar-Kreis  |
| Ehrstädt     | im Eichwald      | Wilhelmi          | 05            | Hallstatt                      | Rhein-Neckar-Kreis  |
| Wössingen    | Birkenschlag     | 1893, E. Wagner   | 05            | Latène                         | Landkreis Karlsruhe |